# 相馬市立向陽中学校
相馬市立向陽中学校（そうましりつ　こうようちゅうがっこう、英：Soma municipal Koyo junior High School）は、福島県相馬市中野に所在する公立中学校。

## 概要
通称は「向陽中(こうようちゅう)」。1学年の生徒数はおよそ130名である。同じ相馬市内の福島県立相馬東高等学校と連携型中高一貫教育を行なっている。
相馬市西部の山間の地域に位置する相馬市立玉野中学校が閉校となったため、2017年に本校へ統合された。そのため、市内で最も広い学区となっている。
ゴールデンウィークに二の丸球場において開催される、相馬市立中村第一中学校との野球の定期戦が伝統となっている。

## 沿革
出典：
- 1961年(昭和36年)　　　　　
  - 3月2日 ｰ 中村第三中学校（仮称）を認可。
  - 4月1日 ｰ 中村第一中学校より分離し、中村・山上・飯豊を開校する。
- 1962年(昭和37年)
  - 3月10日 - 相馬市立向陽中学校と改称。
  - 8月16日 - 一期工事完成。中村校舎の生徒を収容。
- 1963年(昭和38年)　　　
  - 4月1日 - 相馬市立宇多中学校（八幡・日立木）を統合し、4校舎で運営。校章制定。
  - 5月2日 - 二期工事。山上校舎・飯豊校舎の生徒を収容。
- 1964年(昭和39年)
  - 4月4日 - 三期工事。宇多校舎の生徒を収容し、完全統合する。
- 1965年(昭和40年)
  - 3月22日 - 体育館完成。
  - 4月23日 - 校歌制定。（作詞：和田甫、作曲：古関裕而[2]）
- 1971年(昭和46年)
  - 7月19日 - プール完成。
- 2003年(平成15年)
  - 7月7日 - 新校舎の完成。
- 2005年(平成17年)
  - 9月21日 - 新しい体育館の完成。
- 2010年(平成22年)
  - 10月24日 - 創立50周年記念式典・文化祭。
- 2011年(平成23年)
  - 3月11日 - 東日本大震災により避難所に使用。
  - 6月17日 - 避難所閉鎖。体育館使用開始。
  - 7月15日 - 西側防球ネット工事。
  - 9月1日 - 校庭表土除去。
- 2013年(平成25年)
  - 1月17日 - 体育館、側溝災害復旧工事。
- 2016年(平成28年)
  - 9月12日 - 校舎南側自転車置き場設置舗装。
- 2017年(平成29年)
  - 4月1日 - 相馬市立玉野中学校と統合。
- 2018年(平成30年)
  - 11月13日 - 普通教室にエアコン設置。

## 学区
中村第一小の一部、飯豊小・八幡小・日立木小・山上小・玉野小の全域の出身者から構成される。

## 教育目標
「知性」「品格」「至誠」「体力」を身に付けた活力ある生徒

## 学校行事
- 入学式
- 対面式
- 中村一中・向陽中定期戦
- 校外学習
- 生徒会総会(前期・後期)
- 壮行会(前期・後期)
- 文化祭(向陽祭)
- 校内合唱コンクール
- 修学旅行(2年次2月上旬～3月上旬)
- 卒業式

## 向陽祭
毎年10月下旬に行なわれている文化祭である。
2015年度(平成27年度)に当時の生徒会が主導となり、校内募集によってこれまで名称のなかった文化祭に「向陽祭」と名付けられた。
その年のテーマに沿ってデザインしたビックアート(ステージ後ろに掲載)を全校生で制作している。
テーマ
- 2015年度(第1回) - 輝け
- 2016年度(第2回) - 翔けろ！
- 2017年度(第3回) - 絆
- 2018年度(第4回) - つなぐ
- 2019年度(第5回) - ともに

内容
- 開祭式
- 合唱コンクール
- 吹奏楽部発表
- 文化活動発表
- 一般公開(3年各クラスが催しを行なう)
- 閉祭式
- PTA食堂

## 部活動

### 運動部
- 野球部
- サッカー部
- ソフトボール部
- 男子ソフトテニス部
- 女子ソフトテニス部
- 男子卓球部
- 女子卓球部
- 柔道部
- 男子バスケットボール部
- 女子バスケットボール部
- 男子バレーボール部
- 女子バレーボール部

### 文化部
- 吹奏楽部
- 美術部
- パソコン部

### 特設部
- 陸上部
- 駅伝部
- 水泳部
- 剣道部
- ディベート部

## 周辺
- 宇多川
- 清水橋
- 中橋
- 相馬市立川原町児童センター
- 正西寺
- 相馬中野郵便局
- 福島県立相馬高等学校
- 相馬市立中村第一小学校

## 交通アクセス
- 電車の場合
  - JR東日本常磐線相馬駅を出て県道121号日下石新沼線を南へ徒歩約20分
- 車の場合
  - 常磐道・東北中央道相馬ICから国道115号バイパスを東へ約2.5km　約5分
  - 県道394号相馬新地線 中野交差点(相馬警察署前)から国道115号バイパスを西へ約1.4km　約3分
- 最寄りバス停
  - 福島交通向町バス停より約500ｍ　徒歩約6分
  - 福島交通清水橋バス停より約760m　徒歩約10分
  - 福島交通宇多川町バス停より約800m　徒歩約10分